# 地方自治局
地方自治局（俄语：земство），音译泽姆斯特沃，是俄罗斯帝国亚历山大二世时期推行农奴制度改革后设立的地方政府制度。首个地方自治局于1864年成立，俄国十月革命期间，地方自治局被布尔什维克以苏维埃的形式取代。